# Sara Ehsan
Sara Ehsan (geb. 1977) ist  Lyrikerin, Autorin, Übersetzerin und Dolmetscherin.

## Leben
Sara Ehsan wurde im Iran geboren und wuchs in Teheran und Karlsruhe auf. Seit 1986 lebt sie in Karlsruhe und studierte an der Universität Heidelberg Literaturwissenschaft, Europäische Kunstgeschichte und Iranistik. Seit 2011 arbeitet sie als beeidigte Dolmetscherin und Übersetzerin für Dari und Farsi. Darüber hinaus schreibt sie Artikel, übersetzt literarische Texte aus dem Persischen ins Deutsche und wirkte in einigen Filmen mit.
Ihre Gedichte wurden seit 2002 in Zeitschriften, Blogs und Anthologien veröffentlicht. 2011 erschien ihr erster Gedichtband „Deutschland Mon Amour“, 2020 der zweite zweisprachige Band „Bestimmung / Calling“, 2022 der dritte Band „Un-Liebesgedichte & Un-Love Poems“ mit den britisch-guyanischen Autor, Alexander Carberry, und der vierte Band „Das Flüstern der Anderen“ mit dem kamerunesisch-französischen Autor Alain Alfred Moutapam.
2021 war sie Gast beim Internationalen Poesiefestival Jönköping in Schweden und erhielt ein Künstler-Stipendium des Ministeriums für Wirtschaft, Forschung und Kunst des Landes Baden-Württemberg für ihren Gedichtband „Das Flüstern der Anderen“. 2022 erhielt sie das Tour des Textes Dramen-Stipendium für ihr Theaterstück „Mediha auf der Flucht“. Sie war Gast beim 17. International Novi Sad Literary Festival in Serbien, Teilnehmerin bei Projekt Rongin Shagor /রঙিন সাগর, ein interdisziplinärer künstlerischer Dialog über ein Gedicht von May Ayim in Oyoun, Berlin. Rednerin bei Ungehaltene Reden, ein Projekt  der Stiftung Brückner-Kühner und dem Verlag S. Fischer Theater und Medien, Rathaus Kassel. 2023 Teilnahme am Festival Literaturherbst in Heidelberg, Deutschland. 2023 Teilnahme im Festival fluctoplasma in Hamburg. 2024 Teilnahme am 8. Internationalen Forum für Poesie, "The Poet in Front of one’s memory / Poesie and Artificial Intelligence" in Safi, Marokko sowie am Internationalen Symposium "Culture and soft diplomacy" im Press House, Tanger, Marokko. Teilnahme in Laayoune 4. Forum "Kulturdialog mit Dichtern aus fünf Kontinenten" in Laayoune, Marokko. Teilnahme am 2. Internationalen Forum für Poesie im House of Poetry in Marrakech, Marokko. Teilnahme am 1. Internationalen Poesiefestival in Rabat, Marokko. 2024 Teilnahme am collecting:dreams Festival in Hannover.
Ihre Gedichte wurden bisher ins Englische, Schwedische, Arabische, Spanische und Serbische übersetzt.

## Werke
- Das Flüstern der Anderen. Sujet Verlag, Bremen 2022, ISBN 978-3-96202-113-9.
- Un-Love Poems & Un-Liebesgedichte. Edition Delta, Stuttgart 2022, ISBN 978-3-927648-82-1.
- Bestimmung / Calling. PalmArtPress, Berlin 2020, ISBN 978-3-96258-064-3.
- Deutschland Mon Amour. Sujet Verlag, Bremen 2011, ISBN 978-3-933995-73-5.